# Královská brána
Královská brána, finsky Kuninkaanportti a švédsky Kungsporten, je brána pevnosti na ostrově Kustaanmiekka Finského zálivu (ostrovy a městská čtvrť Suomenlinna, okres Ullanlinna, Jižní hlavní obvod (Eteläinen suurpiiri) v Helsinkách) v provincii Uusimaa.

## Další informace
Královská brána je ikonou souostroví Suomenlinna a byla postavena v letech 1753-1754 podle plánů Augustina Ehrensvärda. Jedním z účelů stavby bylo postavení hlavního a slavnostního/ceremoniálního vstupu v hradbách pevnosti. Brána je postavena u místa kde kotvila loď zakladatele pevnosti švédského krále Adolfa I. Fridricha, když přišel na inspekci stavby pevnosti v roce 1752. Brána je dvoupodlažní, část vnitřního průchodu je obložena mramorem. V roce 1770 byla brána upravena, padací most byl nově postaven uvnitř i vně brány a před bránou bylo vybudováno molo a široké schodiště. Během bitvy u ostrova Suomenlinna (jedna z bitev Krymské války) v roce 1855 byla brána poškozena a až do současnosti několikrát renovována a naposledy v roce 1998. U brány jsou umístěny 4 pamětní kamenné desky.

## Galerie

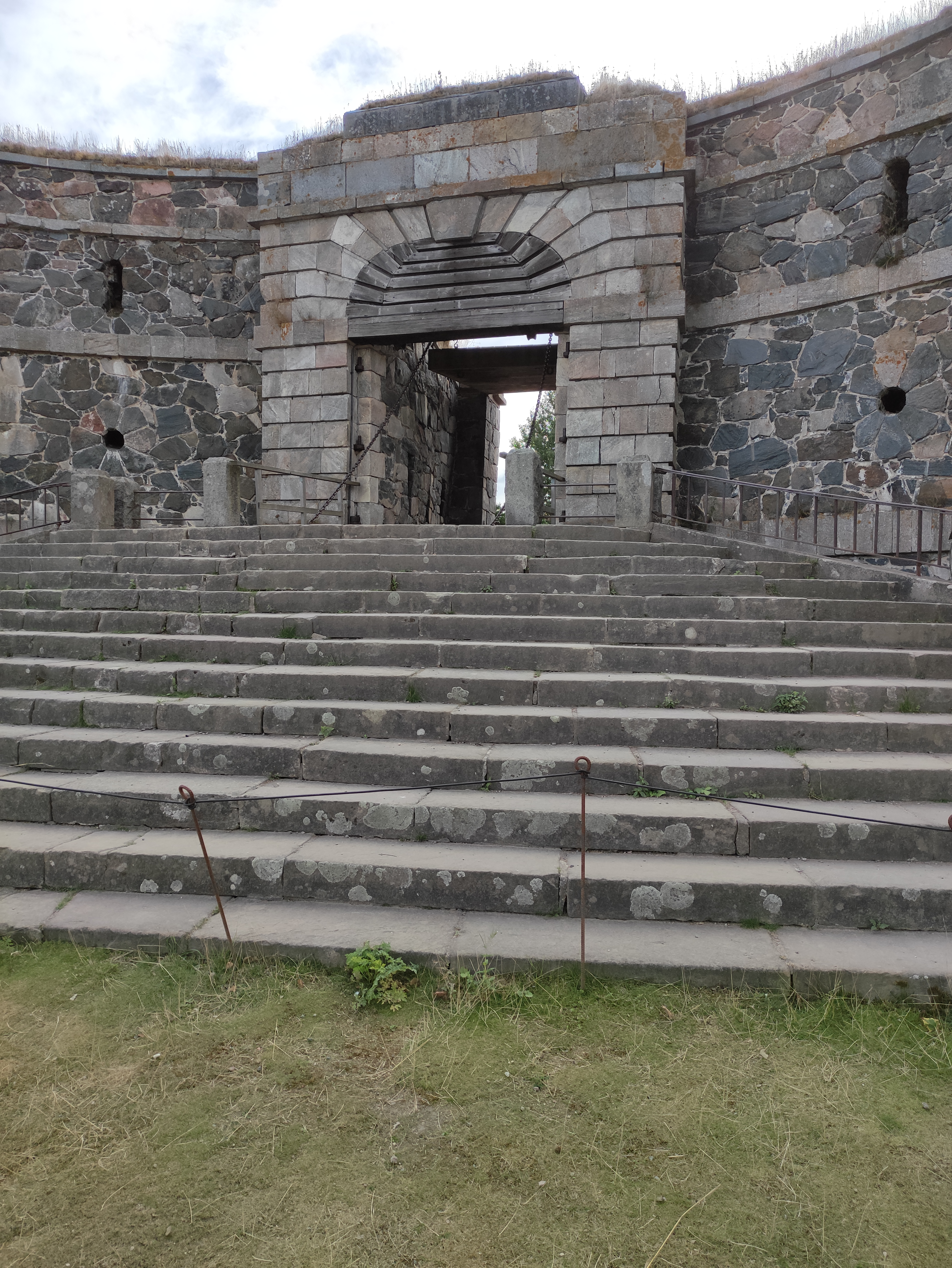
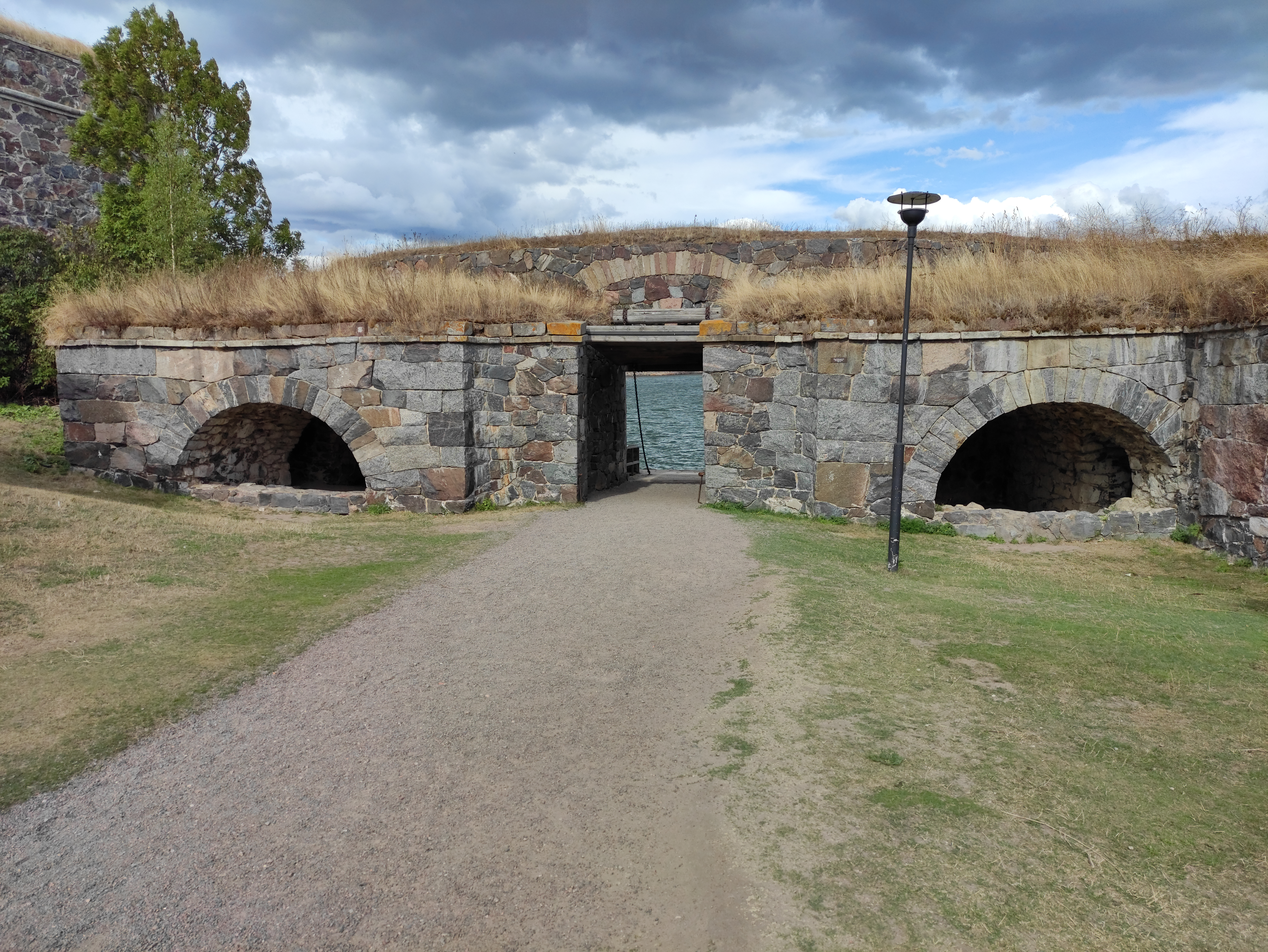
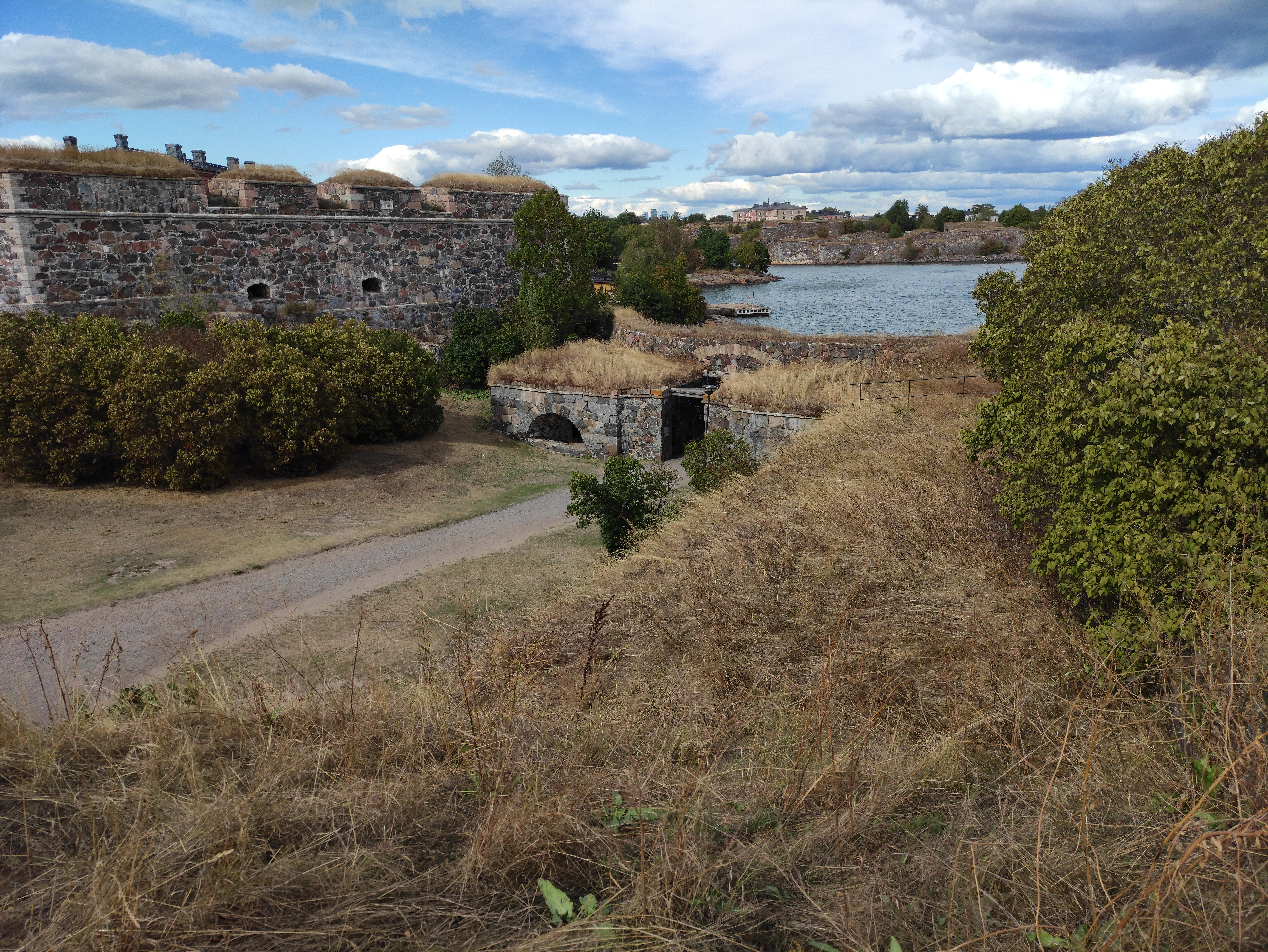
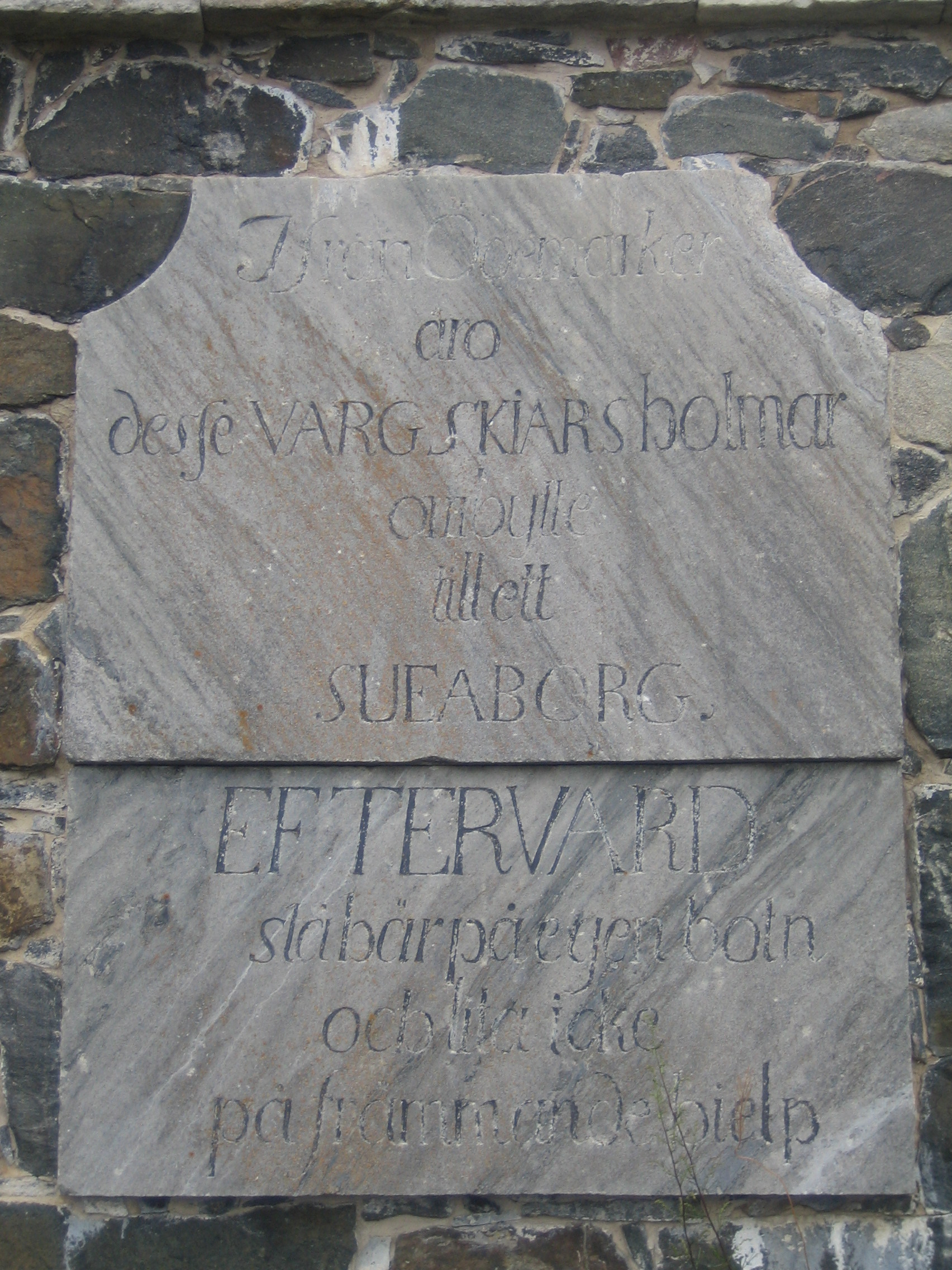